# Dicranocentroides
Genre
Dicranocentroides est un genre de collemboles de la famille des Entomobryidae.

## Liste des espèces
Selon Checklist of the Collembola of the World (version du 26 novembre 2019) :
- Dicranocentroides argentatus Schött, 1925
- Dicranocentroides brevicornis (Yosii, 1959)
- Dicranocentroides clitellatus Yoshii, 1982
- Dicranocentroides coomani Delamare Deboutteville, 1948
- Dicranocentroides duduaensis Hazra & Mandal, 2015
- Dicranocentroides fasciculatus Imms, 1912
- Dicranocentroides flavescens Yosii, 1966
- Dicranocentroides gisini Mitra, 1975
- Dicranocentroides indicus (Handschin, 1929)
- Dicranocentroides longiceps Handschin, 1925
- Dicranocentroides malayanus Yoshii, 1981
- Dicranocentroides marginatus Kim & Rojanavongse, 1999
- Dicranocentroides nigronotus Kim & Rojanavongse, 1999
- Dicranocentroides nigroventris Kim & Rojanavongse, 1999
- Dicranocentroides orientalis Kim & Rojanavongse, 1999
- Dicranocentroides plumicornis (Parona, 1892)
- Dicranocentroides salmoni Mitra, 1975
- Dicranocentroides segmentatus (Folsom, 1924)
- Dicranocentroides thaius Kim & Rojanavongse, 1999
- Dicranocentroides travancoricus (Imms, 1912)
- Dicranocentroides villosus (Handschin, 1925)

## Publication originale
- Imms, 1912 : On some Collembola from India, Burma, and Ceylon; with a Catalogue of the Oriental Species of the Order. Proceedings of the Zoological Society of London, vol. 4, p. 80-125 (texte intégral).